# Археологічні крадіжки Росії у російсько-українській війні
Під час російсько-української війни Росія вивезла значну[уточнити] кількість експонатів з близько 30 музеїв України. Окрім системної роботи окупаційних адміністрацій, відбувалося і мародерство — стихійне пограбування військами цінностей.[уточнити]

## Передумови
Практика викрадення історичних цінностей, особливо коштовностей, сягає початку археологічних досліджень в Російській імперії за часів Катерини II й створення Ермітажу, де власне й виставляється велика частина викрадених артефактів. Аналогічна ситуація і в Державному історичному музеї в Москві. Пізніші розграбування Києво-Печерської лаври та інших монастирів за більшовицьких часів великою мірою зберігаються приховано. Одним з перших прикладів такого розграбування й викрадення цінностей є викрадення Вишгородської ікони Божої Матері. Здебільшого Росія використовує викрадені артефакти для підміни й привласнення чужої історії й фальсифікату обгрунтування своїх експансіоністських зазіхань.
Після розпаду СРСР 14 лютого 1992 року в Мінську було укладено «угоду про повернення культурних та історичних цінностей державам їхнього походження» поміж країнами СНД.У Києві деякий час діяла реституційна комісія. Це викликало величезний резонанс та різке обурення в «культурних колах» Росії, особливо Москви. Розуміючи потребу повернення майже всіх фондів найбільших музеїв країни колишнім колоніям, Росія в односторонньому порядку дуже швидко денонсувала цю угоду ніколи не починаючи її виконання.

## Перебіг подій
Росія наслідуючи практику часів Російської імперії та Радянського Союзу, але у значно більших, фактично «промислових» маштабах здійснює прискорене розграбування археологічної спадщини на окупованих територіях. Також масовано розграбовує історичні, художні та краєзнавчі музеї вивозячи до росії будь-які історичні цінності, заміняючи експозиції завезеним фальсифікатом для заміщення й посилення своїх пропагандистських наративів. Зокрема до росії викрадено експозицію Мелітопольського краєзнавчого музею, яка містила багато золотих коштовностей скіфської доби. У Криму розкопані й вивезені багато знахідок античної доби, зокрема розкопані залишки поселень Боспорського царства поблизу Керчі. За приблизними оцінками станом на 2023 рік було вивезено більше мільнона старовинних артефактів.
За офіційною інформацією від 2022 року росіяни пограбували близько 30 музеїв на окупованих територіях, у тому числі кілька в Бердянську, Херсоні, в Маріуполі та Мелітополі.